# Tour de France 2013 – 12. etap
12. etap kolarskiego wyścigu Tour de France 2013 odbył się 11 lipca. Start etapu miał miejsce w miejscowości Fougères, zaś meta w Tours. Etap liczył 218 kilometrów.
Zwycięzcą etapu został Marcel Kittel. Drugie miejsce zajął Mark Cavendish, a trzecie Peter Sagan.

## Premie
| Rodzaj | Rodzaj | Miejscowość / Miejsce | Kilometry (od startu) | Kilometry (do mety) |
| ------ | ------ | --------------------- | --------------------- | ------------------- |
|        | Lotna  | Savigné-Sur-Lathan    | 166,0                 | 52,0                |

### Wyniki na premiach
| Lotna – Savigné-Sur-Lathan | Lotna – Savigné-Sur-Lathan     | Lotna – Savigné-Sur-Lathan | Lotna – Savigné-Sur-Lathan | Lotna – Savigné-Sur-Lathan |
| Msc.                       | Zawodnik                       | Zespół                     | Punkty                     |                            |
| -------------------------- | ------------------------------ | -------------------------- | -------------------------- | -------------------------- |
| 1.                         | Francesco Gavazzi              | AST                        | 20                         |                            |
| 2.                         | Juan Antonio Flecha Giannoni   | VCD                        | 17                         |                            |
| 3.                         | Manuele Mori                   | LAM                        | 15                         |                            |
| 4.                         | Anthony Delaplace              | SOJ                        | 13                         |                            |
| 5.                         | Romain Sicard                  | EUS                        | 11                         |                            |
| 6.                         | Mark Cavendish                 | OPQ                        | 10                         |                            |
| 7.                         | André Greipel                  | LTB                        | 9                          |                            |
| 8.                         | Peter Sagan                    | CAN                        | 8                          |                            |
| 9.                         | Greg Henderson                 | LTB                        | 7                          |                            |
| 10.                        | Gert Steegmans                 | OPQ                        | 6                          |                            |
| 11.                        | Jürgen Roelandts               | LTB                        | 5                          |                            |
| 12.                        | David López García             | SKY                        | 4                          |                            |
| 13.                        | Peter Kennaugh                 | SKY                        | 3                          |                            |
| 14.                        | Sérgio Miguel Moreira Paulinho | TST                        | 2                          |                            |
| 15.                        | Koen de Kort                   | ARG                        | 1                          |                            |

## Wyniki etapu
| Msc. | Zawodnik                 | Państwo           | Zespół                     | Czas       | Punkty |
| ---- | ------------------------ | ----------------- | -------------------------- | ---------- | ------ |
| 1.   | Marcel Kittel            | Niemcy            | Team Argos-Shimano         | 4h 49' 49” | 45     |
| 2.   | Mark Cavendish           | Wielka Brytania   | Omega Pharma-Quick Step    | + 0"       | 35     |
| 3.   | Peter Sagan              | Słowacja          | Cannondale                 | + 0"       | 30     |
| 4.   | Alexander Kristoff       | Norwegia          | Katusha Team               | + 0"       | 26     |
| 5.   | Roberto Ferrari          | Włochy            | Lampre-Merida              | + 0"       | 22     |
| 6.   | Daryl Impey              | Południowa Afryka | Orica GreenEDGE            | + 0"       | 20     |
| 7.   | José Joaquín Rojas Gil   | Hiszpania         | Movistar Team              | + 0"       | 18     |
| 8.   | Yohann Gène              | Francja           | Team Europcar              | + 0"       | 16     |
| 9.   | Juan José Lobato         | Hiszpania         | Euskaltel-Euskadi          | + 0"       | 14     |
| 10.  | Samuel Dumoulin          | Francja           | Ag2r-La Mondiale           | + 0"       | 12     |
| 11.  | Sergey Lagutin           | Uzbekistan        | Vacansoleil-DCM            | + 0"       | 10     |
| 12.  | Gert Steegmans           | Belgia            | Omega Pharma-Quick Step    | + 0"       | 8      |
| 13.  | Julien Simon             | Francja           | Sojasun                    | + 0"       | 6      |
| 14.  | Chris Froome             | Wielka Brytania   | Sky Procycling             | + 0"       | 4      |
| 15.  | Egoitz García Echeguibel | Hiszpania         | Cofidis, Solutions Crédits | + 0"       | 2      |
| 16.  | Michał Kwiatkowski       | Polska            | Omega Pharma-Quick Step    | + 0"       | —      |
| 17.  | Nairo Quintana           | Kolumbia          | Movistar Team              | + 0"       | —      |
| 18.  | Alejandro Valverde       | Hiszpania         | Movistar Team              | + 0"       | —      |
| 19.  | Roman Kreuziger          | Czechy            | Team Saxo-Tinkoff          | + 0"       | —      |
| 20.  | Cadel Evans              | Australia         | BMC Racing Team            | + 0"       | —      |
| 21.  | Matteo Trentin           | Włochy            | Omega Pharma-Quick Step    | + 0"       | —      |
| 22.  | Nicolas Roche            | Irlandia          | Team Saxo-Tinkoff          | + 0"       | —      |
| 23.  | Andrew Talansky          | Stany Zjednoczone | Garmin-Sharp               | + 0"       | —      |
| 24.  | Alberto Contador         | Hiszpania         | Team Saxo-Tinkoff          | + 0"       | —      |
| 25.  | Koen de Kort             | Holandia          | Team Argos-Shimano         | + 0"       | —      |
| 26.  | Tom Dumoulin             | Holandia          | Team Argos-Shimano         | + 0"       | —      |
| 27.  | Elia Favilli             | Włochy            | Lampre-Merida              | + 0"       | —      |
| 28.  | Ian Stannard             | Wielka Brytania   | Sky Procycling             | + 0"       | —      |
| 29.  | Fabio Sabatini           | Włochy            | Cannondale                 | + 0"       | —      |
| 30.  | Roy Curvers              | Holandia          | Team Argos-Shimano         | + 0"       | —      |

## Klasyfikacje po etapie

### Klasyfikacja generalna
| Msc. | Zawodnik                   | Państwo         | Zespół                  | Czas        |
| ---- | -------------------------- | --------------- | ----------------------- | ----------- |
|      | Chris Froome               | Wielka Brytania | Sky Procycling          | 47h 19' 13" |
| 2.   | Alejandro Valverde         | Hiszpania       | Movistar Team           | + 3' 25"    |
| 3.   | Bauke Mollema              | Holandia        | Belkin Pro Cycling      | + 3' 37"    |
| 4.   | Alberto Contador           | Hiszpania       | Team Saxo-Tinkoff       | + 3' 54"    |
| 5.   | Roman Kreuziger            | Czechy          | Team Saxo-Tinkoff       | + 3' 57"    |
| 6.   | Laurens ten Dam            | Holandia        | Belkin Pro Cycling      | + 4' 10"    |
| 7.   | Michał Kwiatkowski         | Polska          | Omega Pharma-Quick Step | + 4' 44"    |
| 8.   | Nairo Quintana             | Kolumbia        | Movistar Team           | + 5' 18"    |
| 9.   | Rui Alberto Faria da Costa | Portugalia      | Movistar Team           | + 5' 37"    |
| 10.  | Jean-Christophe Péraud     | Francja         | Ag2r-La Mondiale        | + 5' 39"    |
| 11.  | Joaquim Rodríguez Oliver   | Hiszpania       | Katusha Team            | + 5' 48"    |
| 12.  | Jakob Fuglsang             | Dania           | Astana Pro Team         | + 5' 48"    |
| 13.  | Daniel Martin              | Irlandia        | Garmin-Sharp            | + 5' 52"    |
| 14.  | Cadel Evans                | Australia       | BMC Racing Team         | + 6' 54"    |
| 15.  | Mikel Nieve Iturralde      | Hiszpania       | Euskaltel-Euskadi       | + 8' 04"    |
| 16.  | Michael Rogers             | Australia       | Team Saxo-Tinkoff       | + 8' 28"    |
| 17.  | Andy Schleck               | Luksemburg      | RadioShack-Leopard      | + 8' 32"    |
| 18.  | Daniel Moreno Fernandez    | Hiszpania       | Katusha Team            | + 9' 34"    |
| 19.  | Maxime Monfort             | Belgia          | RadioShack-Leopard      | + 10' 16"   |
| 20.  | Igor Antón                 | Hiszpania       | Euskaltel-Euskadi       | + 10' 48"   |

### Klasyfikacja punktowa
| Msc. | Zawodnik                     | Państwo           | Zespół                  | Punkty |
| ---- | ---------------------------- | ----------------- | ----------------------- | ------ |
|      | Peter Sagan                  | Słowacja          | Cannondale              | 307    |
| 2.   | Mark Cavendish               | Wielka Brytania   | Omega Pharma-Quick Step | 211    |
| 3.   | André Greipel                | Niemcy            | Lotto-Belisol           | 195    |
| 4.   | Marcel Kittel                | Niemcy            | Team Argos-Shimano      | 177    |
| 5.   | Alexander Kristoff           | Norwegia          | Katusha Team            | 157    |
| 6.   | José Joaquín Rojas Gil       | Hiszpania         | Movistar Team           | 102    |
| 7.   | Michał Kwiatkowski           | Polska            | Omega Pharma-Quick Step | 101    |
| 8.   | Juan Antonio Flecha Giannoni | Hiszpania         | Vacansoleil-DCM         | 97     |
| 9.   | Edvald Boasson Hagen         | Norwegia          | Sky Procycling          | 88     |
| 10.  | Danny van Poppel             | Holandia          | Vacansoleil-DCM         | 87     |
| 11.  | Daryl Impey                  | Południowa Afryka | Orica GreenEDGE         | 76     |
| 12.  | Samuel Dumoulin              | Francja           | Ag2r-La Mondiale        | 72     |
| 13.  | Francesco Gavazzi            | Włochy            | Astana Pro Team         | 66     |
| 14.  | Juan José Lobato             | Hiszpania         | Euskaltel-Euskadi       | 65     |
| 15.  | Thomas De Gendt              | Belgia            | Vacansoleil-DCM         | 63     |

### Klasyfikacja górska
| Msc. | Zawodnik              | Państwo           | Zespół            | Punkty |
| ---- | --------------------- | ----------------- | ----------------- | ------ |
|      | Pierre Rolland        | Francja           | Team Europcar     | 49     |
| 2.   | Chris Froome          | Wielka Brytania   | Sky Procycling    | 33     |
| 3.   | Richie Porte          | Australia         | Sky Procycling    | 28     |
| 4.   | Nairo Quintana        | Kolumbia          | Movistar Team     | 26     |
| 5.   | Mikel Nieve Iturralde | Hiszpania         | Euskaltel-Euskadi | 21     |
| 6.   | Alejandro Valverde    | Hiszpania         | Movistar Team     | 20     |
| 7.   | Simon Clarke          | Australia         | Orica GreenEDGE   | 15     |
| 8.   | Thomas De Gendt       | Belgia            | Vacansoleil-DCM   | 14     |
| 9.   | Peter Kennaugh        | Wielka Brytania   | Sky Procycling    | 14     |
| 10.  | Daniel Martin         | Irlandia          | Garmin-Sharp      | 13     |
| 11.  | Thomas Danielson      | Stany Zjednoczone | Garmin-Sharp      | 12     |
| 12.  | Blel Kadri            | Francja           | Ag2r-La Mondiale  | 12     |
| 13.  | Ryder Hesjedal        | Kanada            | Garmin-Sharp      | 12     |
| 14.  | Romain Bardet         | Francja           | Ag2r-La Mondiale  | 10     |
| 15.  | Bart De Clercq        | Belgia            | Lotto-Belisol     | 10     |

### Klasyfikacja młodzieżowa
| Msc. | Zawodnik               | Państwo           | Zespół                     | Czas         |
| ---- | ---------------------- | ----------------- | -------------------------- | ------------ |
|      | Michał Kwiatkowski     | Polska            | Omega Pharma-Quick Step    | 47h 23' 57"  |
| 2.   | Nairo Quintana         | Kolumbia          | Movistar Team              | + 34"        |
| 3.   | Romain Bardet          | Francja           | Ag2r-La Mondiale           | + 6' 53"     |
| 4.   | Andrew Talansky        | Stany Zjednoczone | Garmin-Sharp               | + 8' 27"     |
| 5.   | Thibaut Pinot          | Francja           | FDJ.fr                     | + 31' 43"    |
| 6.   | Tejay van Garderen     | Stany Zjednoczone | BMC Racing Team            | + 33' 24"    |
| 7.   | Alexis Vuillermoz      | Francja           | Sojasun                    | + 35' 27"    |
| 8.   | Arthur Vichot          | Francja           | FDJ.fr                     | + 39' 41"    |
| 9.   | Tony Gallopin          | Francja           | RadioShack-Leopard         | + 41' 02"    |
| 10.  | Tom Dumoulin           | Holandia          | Team Argos-Shimano         | + 41' 28"    |
| 11.  | Jon Izaguirre Insausti | Hiszpania         | Euskaltel-Euskadi          | + 42' 44"    |
| 12.  | Alexandre Geniez       | Francja           | FDJ.fr                     | + 47' 46"    |
| 13.  | Peter Sagan            | Słowacja          | Cannondale                 | + 49' 23"    |
| 14.  | Peter Kennaugh         | Wielka Brytania   | Sky Procycling             | + 59' 56"    |
| 15.  | Rudy Molard            | Francja           | Cofidis, Solutions Crédits | + 1h 05' 47" |

### Klasyfikacja drużynowa
| Msc. | Zespół             | Państwo           | Czas         |
| ---- | ------------------ | ----------------- | ------------ |
|      | Movistar Team      | Hiszpania         | 141h 17' 14" |
| 2.   | Team Saxo-Tinkoff  | Dania             | + 4' 34"     |
| 3.   | Belkin Pro Cycling | Holandia          | + 6' 06"     |
| 4.   | Ag2r-La Mondiale   | Francja           | + 11' 53"    |
| 5.   | RadioShack-Leopard | Luksemburg        | + 16' 03"    |
| 6.   | Euskaltel-Euskadi  | Hiszpania         | + 19' 25"    |
| 7.   | Katusha Team       | Rosja             | + 23' 25"    |
| 8.   | BMC Racing Team    | Stany Zjednoczone | + 32' 58"    |
| 9.   | Garmin-Sharp       | Stany Zjednoczone | + 33' 33"    |
| 10.  | Sky Procycling     | Wielka Brytania   | + 44' 00"    |